# Jezioro rynnowe

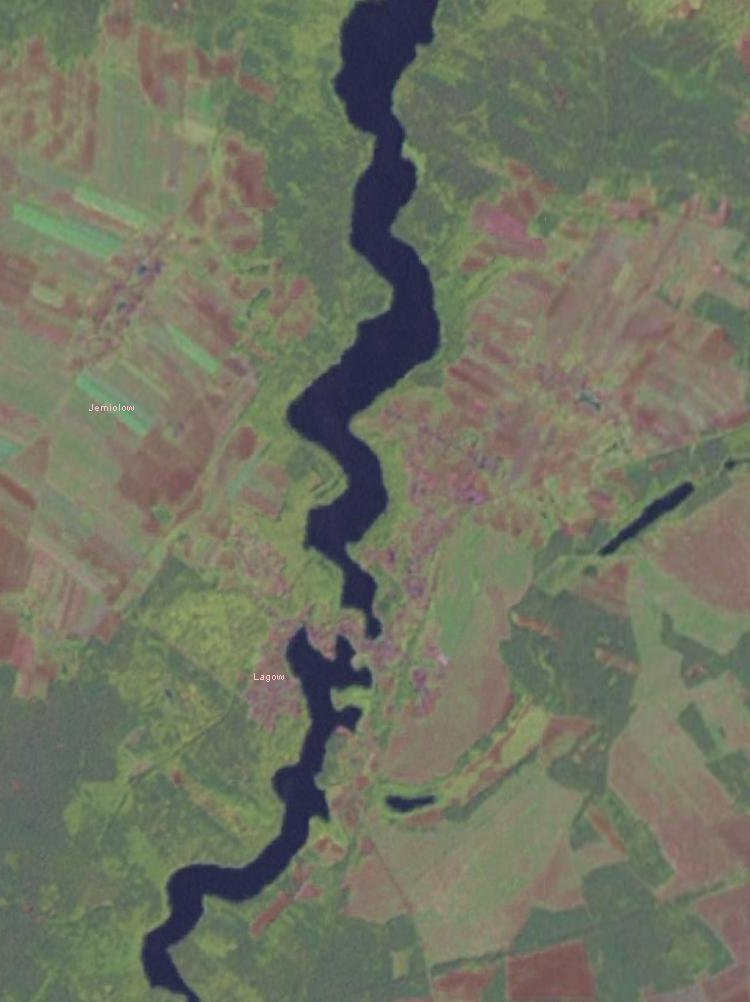
Jeziora rynnowe: Jezioro Łagowskie (S) i Jezioro Trześniowskie (N)

Jezioro rynnowe – rodzaj jeziora polodowcowego, wypełniającego obniżenie rynny polodowcowej, zazwyczaj długie, wąskie, kręte, głębokie i o stromych brzegach. Często tworzą ciągi, które wyznaczają przebieg dawnych rynien.
Rynny tworzyły się zwykle pod lądolodem lub przed czołem lodowca, w wyniku erozji płynących pod lodem rzek lub w wyniku erozji glacjalnej. Kierunki rynien związane są z układem moren czołowych. Zwykle rynny ułożone są prostopadle do ich ciągów. W związku z tym, że jeziora tego typu są bardzo głębokie spełniają rolę kontaktową pomiędzy poszczególnymi warstwami wodonośnymi.
Przykładami polskich jezior rynnowych są: Miedwie, Gopło, Drwęckie, Jeziorak, Lednica, Tałty, Nidzkie, Hańcza, Raduńskie, Jezioro Mikołajskie, Jezioro Dominickie, Jezioro Powidzkie, Jezioro Mokre.